# Municipio de Moundville
El municipio de Moundville (en inglés: Moundville Township) es un municipio ubicado en el condado de Vernon en el estado estadounidense de Misuri. En el año 2010 tenía una población de 788 habitantes y una densidad poblacional de 6,25 personas por km².

## Geografía
El municipio de Moundville se encuentra ubicado en las coordenadas 37°42′35″N 94°26′36″O / 37.70972, -94.44333. Según la Oficina del Censo de los Estados Unidos, el municipio tiene una superficie total de 126.09 km², de la cual 125,12 km² corresponden a tierra firme y (0,77 %) 0,97 km² es agua.

## Demografía
Según el censo de 2010, había 788 personas residiendo en el municipio de Moundville. La densidad de población era de 6,25 hab./km². De los 788 habitantes, el municipio de Moundville estaba compuesto por el 97,59 % blancos, el 0,13 % eran afroamericanos, el 0,13 % eran amerindios, el 0,13 % eran asiáticos, el 0,38 % eran de otras razas y el 1,65 % eran de una mezcla de razas. Del total de la población el 1,9 % eran hispanos o latinos de cualquier raza.